# Вербівка (Ніжинський район)
Вербі́вка — село в Україні, у Батуринській територіальній громаді Ніжинського району Чернігівської області.
На північний захід від села розташоване заповідне урочище «Лозовиця».

## Історія
12 червня 2020 року, відповідно до розпорядження Кабінету Міністрів України № 730-р «Про визначення адміністративних центрів та затвердження територій територіальних громад Чернігівської області», увійшло до складу Батуринської міської громади.
19 липня 2020 року, в результаті адміністративно-територіальної реформи та ліквідації Бахмацького району, село увійшло до складу Ніжинського району Чернігівської області.